# Graffiti Research Lab
Graffiti Research Lab är en webbsida som visar metoder att skapa graffiti med hjälp av ny teknik. Graffitin består i de flesta fall av tekniska lösningar som avger ljus och därmed blir synligt för betraktaren.